# Kedleston Hall
Kedleston Hall est un manoir anglais situé à Kedleston près de Derby, dans le Derbyshire. Le domaine, résidence ancestrale de la famille Curzon, originaire de Notre-Dame-de-Courson en Normandie, est la propriété du National Trust (organisme chargé de gérer des lieux et monuments historiques en Grande-Bretagne).

## Histoire
La famille Curzon possédait le domaine depuis au moins 1297 et vécut successivement dans une série de résidences sur le site ou autour du domaine de Kedleston Hall. Le manoir actuel est une commande de Nathaniel Curzon, premier Baron Scarsdale, en 1759. La demeure de style palladien fut conçue par James Paine et Matthew Brettingham et est assez librement inspirée par les plans originaux d’Andrea Palladio pour la Villa Mocenigo, jamais construite. À l’époque, un architecte relativement inconnu, Robert Adam, créait des temples de jardin pour mettre en valeur le paysage du parc. Curzon, impressionné par les créations d’Adam, chargea rapidement celui-ci de la construction de la nouvelle demeure.
Le palais des Gouverneurs généraux des Indes, à Calcutta - aujourd'hui appelé 'Raj Bhavan' - fut construit en 1803 sur le modèle de Kedleston Hall. Par pure coïncidence, quelque cent ans après le début de sa construction, George Curzon, le membre le plus illustre de la famille Curzon, devint vice-roi des Indes en 1898 et par conséquent, résida dans les deux demeures.

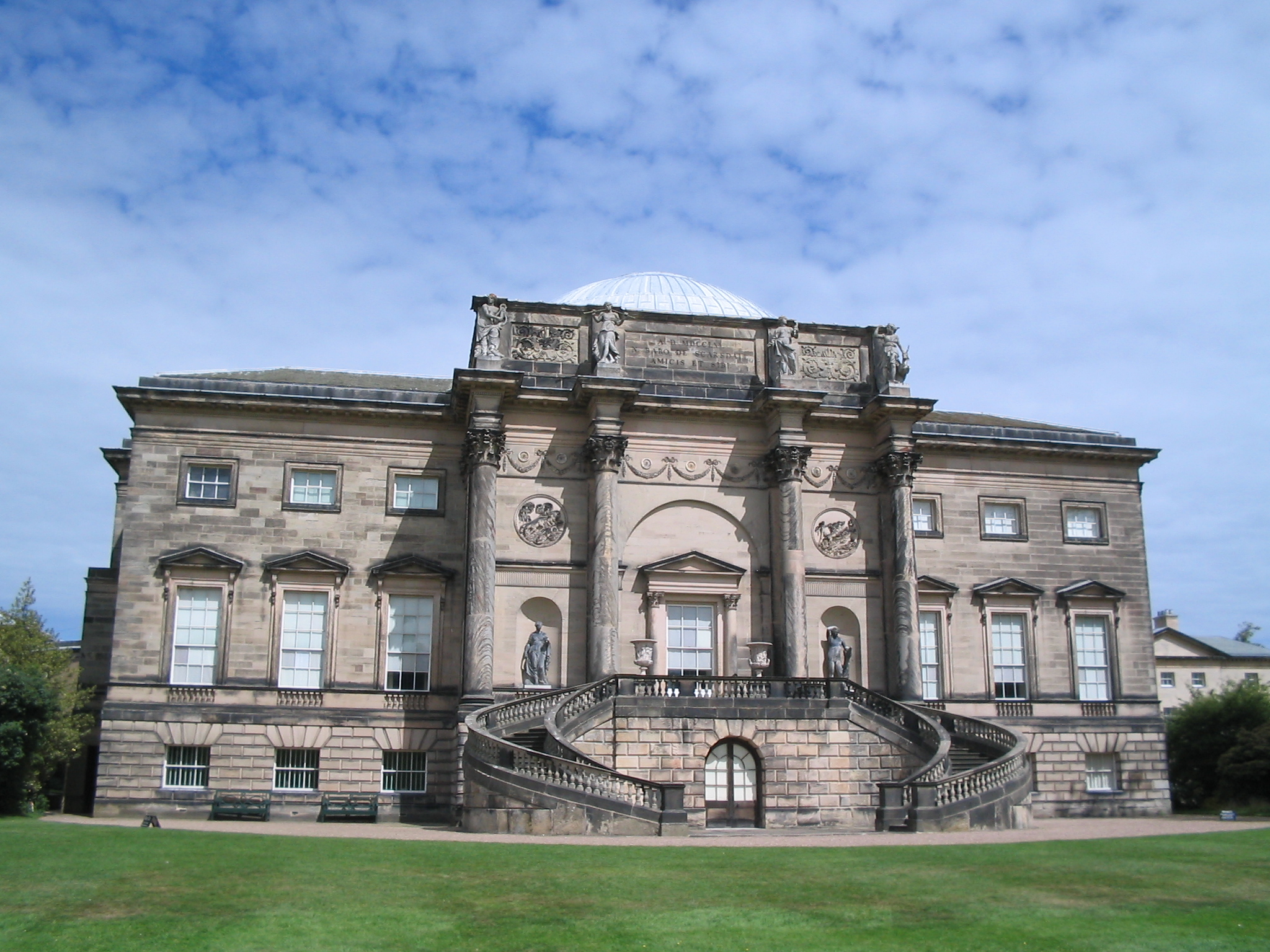
Façade sud de Kedleston Hall, basée sur l’Arc de Constantin à Rome
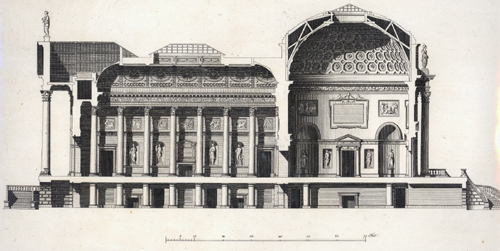
Vue en coupe de l’entrée et du salon
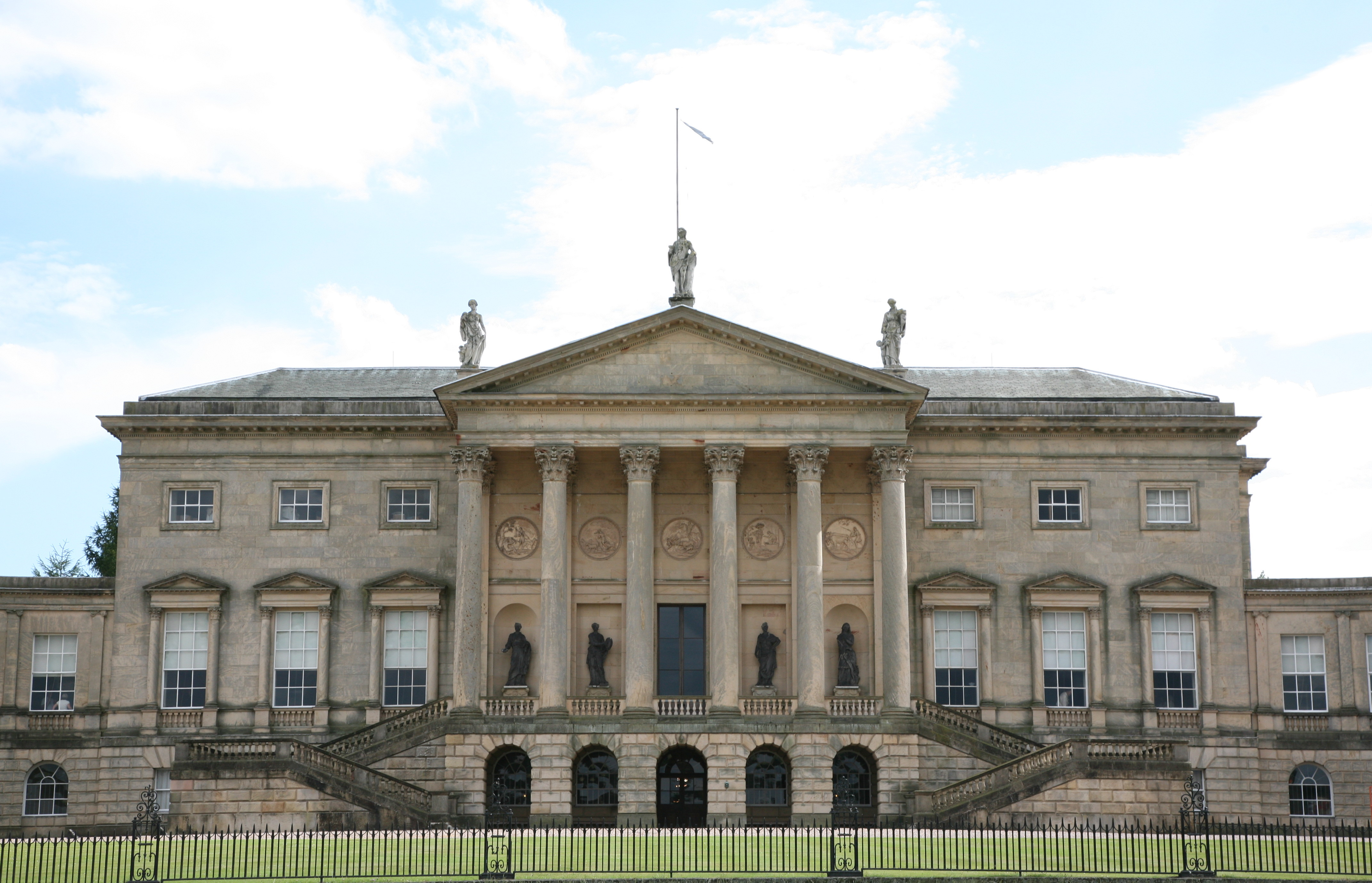
Kedleston Hall, le corps de logis